# Effet utile
Effet utile – termin prawny, zaczerpnięty z języka francuskiego. Jest to obowiązująca w prawie wspólnotowym zasada efektywności tego prawa, a co za tym idzie także poszczególnych rozwiązań przyjmowanych w określonych aktach prawnych wydawanych przez prawodawcę europejskiego.
W przekładach anglojęzycznych określa się tę zasadę jako Practical effectiveness of European Community law, a więc Zasadę praktycznej efektywności prawa Wspólnoty Europejskiej. Jest to jednak to samo pojęcie.